# Xanthophenax aberrator
Xanthophenax aberrator är en stekelart som beskrevs av André Seyrig 1932. Xanthophenax aberrator ingår i släktet Xanthophenax och familjen brokparasitsteklar. Inga underarter finns listade i Catalogue of Life.